# St. Marien (Thalmässing)

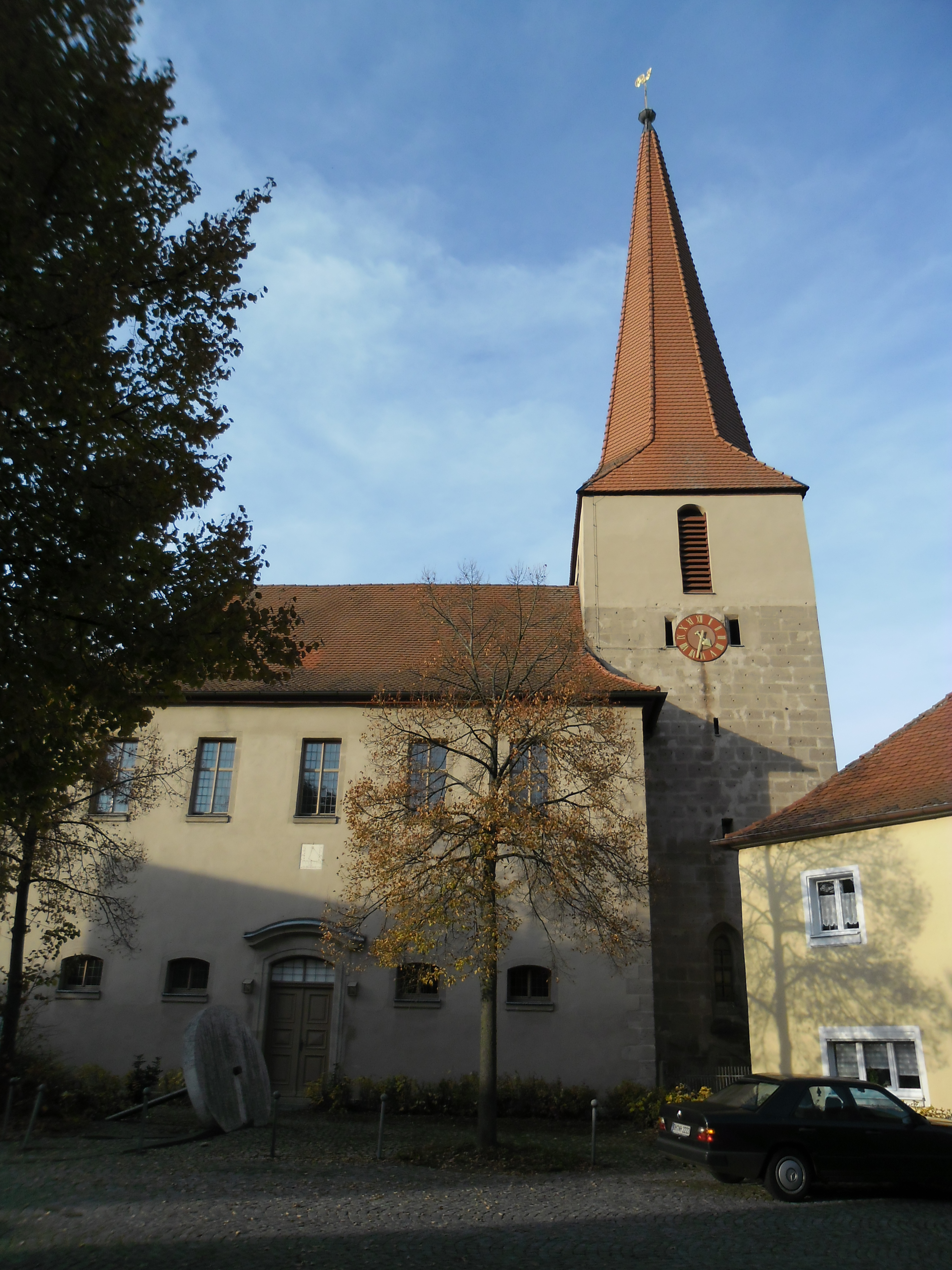
St. Marien (Thalmässing)

Die denkmalgeschützte, ehemalige evangelisch-lutherische Pfarrkirche St. Marien steht in Thalmässing, einem Markt im Landkreis Roth (Mittelfranken, Bayern). Das Bauwerk ist unter der Denkmalnummer D-5-76-148-25 als Baudenkmal in der Bayerischen Denkmalliste eingetragen.

## Beschreibung
Der zweigeschossige, verputzte, mit einem Walmdach bedeckte Massivbau wurde 1784 nach Westen an den Kirchturm aus Quadermauerwerk angebaut, der im Kern aus dem 14. Jahrhundert stammt. 1896 wurde die Wand zwischen Langhaus und Kirchturm durchbrochen, um einen Chor einzurichten, in dem ein klassizistischer Kanzelaltar aufgestellt wurde. Der Kirchturm wurde mit einem verputzten Geschoss aufgestockt und mit einem achtseitigen Knickhelm bedeckt.
Um 1980 wurde die Saalkirche zu einem Gemeindezentrum umgebaut. Es wird von der Kirchengemeinde St. Michael genutzt und beherbergt Räume für die Gemeindearbeit, einen Raum für Andachten und Gottesdienste sowie die evangelische Bücherei.